# Comuna Ostapivka, Drabiv
Ostapivka (în ucraineană Остапівка) este o comună în raionul Drabiv, regiunea Cerkasî, Ucraina, formată din satele Kovtunivka și Ostapivka (reședința).

## Demografie
Componența lingvistică a comunei Ostapivka
     Ucraineană (96,41%)
     Rusă (2,82%)
Conform recensământului din 2001, majoritatea populației comunei Ostapivka era vorbitoare de ucraineană (96,41%), existând în minoritate și vorbitori de rusă (2,82%).